# Никола Люцканов
Никола Люцканов е бивш български футболист, нападател.

## Биография
Роден на 28 септември 1902 г. във Варна.
Играл е за Тича от 1917 до 1933 г. Впоследствие е и треньор на „тичанци“.
Люцканов е включен в първия тим на Тича (Варна) на 15 години през 1917 г. Бързо се налага като умен и находчив състезател, който може да играе с успех на почти всички постове. Най-силен е обаче като централен нападател. През 1924 г. той е определен да бъде нападател на България на Олимпийските игри в Париж, но не заминава за френската столица, заради смъртта на баща си.
С отбора на Тича печели Купата на Букурещ през 1925 г., като отбелязва един от головете за успеха с 4:3 над румънския Трикольор в първия ден от надпреварата.
Има 4 мача с 2 гола за „А“ националния отбор. Попаденията си бележи в международната среща с Турция, играна на 26 юли 1927 г. в София. Люцканов се появява на смяна при 0:2 за съперника, вкарва два гола и асистира за трети, а двубоя завършва при резултат 3:3.